# Quản trị chuỗi cung ứng toàn cầu
Quản trị chuỗi cung ứng toàn cầu (SCG) là một thuật ngữ xuất hiện từ giữa năm 2000.  Đó là một hệ thống quản lý các quy tắc, cấu trúc và thể chế hướng dẫn, kiểm soát và dẫn dắt chuỗi cung ứng, thông qua các chính sách và quy định, với mục tiêu tạo ra hiệu quả cao hơn.  Các hệ thống điều hành được đưa ra bởi các chủ thể khác nhau, chẳng hạn như các tổ chức quốc tế và các công ty riêng lẻ, trong chuỗi cung ứng toàn cầu. Chuỗi cung ứng toàn cầu là quá trình biến đổi nguyên liệu thô thành sản phẩm cuối cùng, thường diễn ra ở một số quốc gia khác nhau, chuyển sản phẩm và dịch vụ từ nhà sản xuất đến người tiêu dùng.  Thông qua toàn cầu hóa gia tăng và tài chính quốc tế, quá trình này đang mở rộng.  Điều này đã dẫn đến ý tưởng rằng cần phải có hệ thống quản lý để giúp hướng dẫn các chuỗi cung ứng toàn cầu này thực hiện hiệu quả hơn.
Không phải lúc nào cũng có sự phân biệt giữa quản lý chuỗi cung ứng và quản trị chuỗi cung ứng toàn cầu mặc dù về cơ bản chúng khác nhau. Quản lý chuỗi cung ứng (SCM) là các hành động được thực hiện để quản lý hệ thống từ bên trong.  Nó liên quan đến dòng nguyên liệu thông qua chuỗi cung ứng toàn cầu để đảm bảo hệ thống sản xuất hiệu quả trên đầu người.  Cả hai hệ thống đang làm việc để cải thiện hiệu quả của chuỗi cung ứng toàn cầu, điểm khác biệt là SCM liên quan đến các sản phẩm trong hệ thống và hiệu quả của chúng trong hệ thống.  SCG tập trung vào toàn bộ hệ thống và sự tương tác giữa các công ty.
Trong khi mục tiêu của SCG là điều hành các chuỗi cung ứng để hoạt động một cách hiệu quả, không phải tất cả các chủ thể đều thực hiện các mô hình quản trị giống nhau để làm điều này.  Các mô hình xung đột chính của chiến lược quản trị khác nhau ở cách họ hiểu chuỗi cung ứng toàn cầu.  Họ nhấn mạnh vào các yếu tố bên ngoài và bên trong khác nhau và làm thế nào những khác biệt này ảnh hưởng đến các quyết định chính sách.  Các chính sách này có thể đưa ra các rào cản theo nhiều cách khác nhau, chẳng hạn như khi cố gắng tích hợp các chính sách giữa các nền văn hóa khác nhau.  Mặc dù có những rào cản đối với SCG hiệu quả, nhưng cũng có những người hỗ trợ giúp thúc đẩy nó, chẳng hạn như lập kế hoạch hợp tác giữa các công ty.

## Mục tiêu
Các chiến lược quản trị được xác định là mục tiêu của một công ty khác để đạt được hiệu quả chiến lược và hoạt động thông qua sự hợp tác giữa các chức năng nội bộ và với các công ty khác.  Các bên liên quan khác nhau làm việc cùng nhau để khuyến khích quản trị tốt đang tìm cách đảm bảo tính bền vững và Trách nhiệm xã hội của doanh nghiệp trong hệ thống quốc tế.  Các bên liên quan đã quan tâm đến khả năng của hệ thống là bền vững và do đó vận động hành lang cho các chiến lược quản trị sẽ hỗ trợ mục tiêu này.  Các loại bên liên quan khác nhau sẽ hỗ trợ hệ thống trong các năng lực khác nhau.  Các nhóm hoạt động ủng hộ nhiều nguyên nhân thường tham gia vào việc thúc đẩy quản trị tốt.
Hướng dẫn về "quản trị tốt" đã được Chương trình Phát triển Liên Hợp Quốc (UNDP) xây dựng.  Đề cương này được tạo ra liên quan đến quản trị dân chủ và quản trị phát triển con người.  Tuy nhiên, các hiệu trưởng cũng được áp dụng cho chuỗi cung ứng toàn cầu.  Năm hiệu trưởng chính được xác định là quan trọng cho quản trị tốt là: tính hợp pháp, định hướng, hiệu suất, trách nhiệm và công bằng.
Tính hợp pháp là hiệu trưởng mà chiến lược quản trị được xây dựng dựa trên sự đồng thuận tham gia.  Các tập đoàn phải cho phép các bên liên quan tham gia vào quá trình hoạch định chính sách trong chuỗi cung ứng toàn cầu, các mục tiêu và mối quan tâm của họ phải được thể hiện trong chiến lược quản trị cuối cùng.
Định hướng đề cập đến tầm nhìn chiến lược mà tập đoàn dành cho chuỗi cung ứng. Nó xác định mục tiêu thực sự của chiến lược quản trị là gì? (giảm chi phí, trách nhiệm xã hội của công ty, v.v.).
Hiệu suất đo lường khả năng đáp ứng của các tổ chức và cấu trúc cơ bản đang được điều chỉnh.  Đó là thước đo hiệu quả và liệu các kết quả quan sát được có mong muốn hay không. Các tập đoàn phải tham gia vào việc này để họ có thể xác minh rằng họ đang thành công ở mọi cấp trong chuỗi cung ứng toàn cầu.
Trách nhiệm liên quan đến tính minh bạch của chính sách cũng như quá trình phát triển nó.
Sự công bằng đã xem xét một cách vô tư chiến lược quản trị và đánh giá người thắng và người thua.  Trong chuỗi cung ứng toàn cầu, quản trị tốt trông giống như các tập đoàn ở mọi cấp độ sản xuất và phân phối có quyền tự chủ trong quá trình hình thành quản trị.  Mọi người một trong những nguyên tắc quản trị tốt này góp phần vào chuỗi cung ứng toàn cầu bền vững và hoạt động tốt.

## Lợi ích
Các tập đoàn sẽ tham gia vào một chiến lược quản trị để đạt được lợi ích lớn hơn từ chuỗi cung ứng toàn cầu.  Mặc dù các quyết định này thường được tìm kiếm trong các chiến lược giảm chi phí, nhưng cũng có một số tập đoàn xem xét yếu tố môi trường và các mối quan hệ xã hội tốt khi tạo ra chiến lược quản trị chuỗi cung ứng toàn cầu.
O'Shea, Golden và Olander  xác định rủi ro từ sự gián đoạn chuỗi cung ứng toàn cầu là một trong những áp lực chính ảnh hưởng đến việc xây dựng và thực hiện chiến lược quản trị.  Cung cấp tài nguyên là rất quan trọng trong chuỗi cung ứng toàn cầu và bất kỳ rủi ro nào đối với sự sẵn có của tài nguyên phải được xem xét nghiêm túc.  Biến đổi khí hậu và mô hình thời tiết khắc nghiệt có tác động ngày càng tăng đối với việc cung cấp đầu vào chuỗi cung ứng quan trọng, điều này buộc các công ty phải hành động để bảo tồn các tài nguyên này và đổi mới xung quanh vấn đề  Tìm một sự thay thế).  Những cân nhắc về môi trường được thực hiện trong quản trị chuỗi cung ứng toàn cầu cũng thường là một nỗ lực để thúc đẩy các mối quan hệ xã hội tốt của công ty.
Các tập đoàn muốn tham gia vào các mối quan hệ xã hội mạnh mẽ của công ty có thể tìm đến các tổ chức như Diễn đàn xã hội thế giới để được tư vấn quản trị.  Diễn đàn xã hội thế giới là một tổ chức xã hội dân sự chỉ trích các tổ chức quản trị doanh nghiệp vì nhận thức về lợi nhuận của họ về hệ thống tạo ra người chiến thắng và kẻ thua cuộc.  Diễn đàn xã hội thế giới ủng hộ các nhóm mà họ cảm thấy bị áp bức hoặc khai thác bởi chuỗi cung ứng toàn cầu.  Trong việc ra quyết định chuỗi cung ứng toàn cầu chủ yếu là lợi nhuận.  Các chiến lược được thúc đẩy bởi Xã hội Thế giới giúp giảm thiểu khả năng khai thác và đảm bảo rằng các tập đoàn đang thực hiện các chiến lược quản trị có đạo đức cũng như có lợi nhuận.

## Áp lực bên ngoài
Chuỗi cung ứng toàn cầu là một hệ thống phức tạp và phức tạp, nơi hàng hóa được sản xuất và phân phối quốc tế.  Nó là một hệ thống được tạo thành từ rất nhiều các tác nhân và sự tương tác và hợp tác của các tác nhân này quyết định hiệu quả và hiệu quả của hệ thống này.  Hệ tư tưởng đằng sau việc tạo ra các chiến lược quản trị để hỗ trợ hệ thống này là nâng cao hiệu quả và giữ cho các tác nhân chịu trách nhiệm theo một tiêu chuẩn nhất định.
Chiến lược quản trị sẽ khác nhau tùy thuộc vào các tác nhân và tình huống mà họ được tạo ra để hướng dẫn.  Mỗi chiến lược phải được tạo riêng cho tình huống và sẽ là kết quả của sự cân bằng quyền lực giữa các chủ thể.  Hiệu quả của quản trị chuỗi cung ứng toàn cầu không thể được nhận xét trên toàn bộ, mỗi công ty sẽ thúc đẩy chiến lược quản trị của riêng họ.  Điều đó đang được nói có một sự hiểu biết lý thuyết cơ bản hỗ trợ giá trị của việc có một chiến lược quản trị tại chỗ và khuyến khích các diễn viên tham gia vào một.
O'Rourke  lập luận rằng có hai áp lực bên ngoài chính được đặt lên các tác nhân trong chuỗi cung ứng toàn cầu góp phần vào việc xây dựng các chiến lược quản trị.  Áp lực quy định được đặt lên các tập đoàn tham gia vào chuỗi cung ứng toàn cầu để đảm bảo thực hành tốt nhất.  Khác nhau, từ các quy định thương mại đến các mục tiêu bền vững, những áp lực này được thi hành trên khắp cộng đồng quốc tế.  Không duy trì các thỏa thuận ở cấp độ này sẽ ảnh hưởng đến uy tín và uy tín của một công ty.  Các tổ chức quốc tế có thể không nắm giữ nhiều quyền lực trực tiếp nhưng do tính hợp pháp quốc tế, họ có khả năng thực thi các quy định.  Chiến lược quản trị có thể phát sinh từ các quy định này để duy trì các ý tưởng quốc tế về thực hành tốt nhất giữa các chủ thể.  Áp lực cạnh tranh có tính quyết định cao trong chuỗi cung ứng toàn cầu.  Các quyết định được đưa ra chủ yếu dựa trên lợi nhuận và vì vậy các chiến lược quản trị phụ thuộc nhiều vào cạnh tranh.  Vẽ bài học giữa các công ty là một cách hiệu quả cao để đổi mới lan rộng khắp hệ thống và các thực tiễn tốt nhất được xác định.  Điều này cũng có thể hơi hạn chế vì sự lạnh nhạt của cơ quan quản lý có thể dẫn đến việc từ bỏ một số chiến lược quản trị.  Mục tiêu cuối cùng của những áp lực này là tạo ra sự bền vững trong hệ thống, nghĩa là nó là một hệ thống có thể chịu được chính trị, kinh tế, xã hội, môi trường và bất kỳ thách thức nào mà nó có thể gặp phải.

## Just in Time
Just in Time là một mô hình quản trị chuỗi cung ứng toàn cầu theo nhu cầu.  Các tập đoàn sử dụng mô hình này để loại bỏ sự lãng phí trong chuỗi cung ứng toàn cầu.  Trong khi mô hình cố gắng để tiết kiệm tiền, có những lợi ích vốn có khác.  Mục tiêu chính của mô hình Just in Time là loại bỏ nhu cầu dự trữ hàng tồn kho ở mọi cấp độ sản xuất trong chuỗi cung ứng toàn cầu.  Bằng cách chỉ cung cấp nguyên liệu khi họ cần các tập đoàn tiết kiệm chi phí lưu trữ và khả năng sản xuất quá mức của một sản phẩm bị loại bỏ.  Mô hình này cung cấp cho các cá nhân trong chuỗi cung ứng toàn cầu quyền tự chủ để có được số lượng cổ phiếu cụ thể.

## Thành công của Walmart
Sự vươn lên thống trị của Walmart đã được quy cho các chiến lược quản trị chuỗi cung ứng toàn cầu đã được sử dụng.  Khi tập đoàn phát triển và nền kinh tế toàn cầu thay đổi xung quanh nó, Walmart đã liên tục thực hiện các chiến lược quản trị chuỗi cung ứng toàn cầu thành công để đảm bảo đạt được lợi nhuận cao nhất.  Walmart bắt đầu bằng cách cắt ra càng nhiều liên kết trong chuỗi cung ứng càng tốt.  Bằng cách làm việc trực tiếp với các nhà sản xuất Walmart đã có thể loại bỏ chi phí giao dịch với một người trung gian.  Walmart cũng theo mô hình được gọi là Đối tác nhà cung cấp chiến lược, nơi họ đảm bảo giá thấp hơn bằng cách tham gia vào mối quan hệ đối tác lâu dài với nhà sản xuất.  Đây là một quan hệ đối tác cùng có lợi bảo vệ sự thú vị của cả hai diễn viên.  Bằng cách hợp lý hóa quá trình hợp tác này, tập đoàn có thể đảm bảo chuỗi cung ứng toàn cầu bền vững và hiệu quả.

## Hội nhập
Quản trị chuỗi cung ứng toàn cầu trở nên hiệu quả hơn với sự tích hợp lớn hơn cả bên trong và bên ngoài.  Tích hợp nội bộ được định nghĩa là tích hợp trong ranh giới của một công ty trong khi hội nhập bên ngoài xảy ra "giữa một công ty và các đối tác bên ngoài, điều này nhấn mạnh tầm quan trọng của sự hợp tác giữa người mua / người bán."   Tích hợp nội bộ tập trung vào sự phối hợp và nỗ lực hợp tác giữa tất cả các bộ phận khác nhau của công ty, chẳng hạn như Nhân sự và Tiếp thị, Mua hàng và Sản xuất, v.v.  Đó là sự thống nhất của công ty.  Tập trung hội nhập bên ngoài là mối quan hệ của nó với các đối tác và xảy ra khi "hai hoặc nhiều công ty chia sẻ trách nhiệm trao đổi thông tin về kế hoạch, quản lý, thực hiện và đo lường hiệu suất chung".  Kiểu tích hợp này giúp thiết lập khả năng cạnh tranh trong môi trường kinh doanh toàn cầu bằng cách cho phép các công ty "tập hợp các nguồn lực, khai thác các kỹ năng bổ sung và chia sẻ thông tin giữa các công ty".  Tích hợp bên ngoài có thể được nhìn thấy trong mô hình Just in Time, nơi hàng tồn kho được loại bỏ ở các mức sản xuất không cần thiết.  Các công ty đã chọn có hàng tồn kho ở mọi cấp độ không làm điều này vì hiệu quả mà vì thiếu sự quản trị tích hợp bên ngoài trong chuỗi cung ứng.
Sự tích hợp có thể được xem bởi các công ty tham gia vào chuỗi cung ứng toàn cầu là có lợi và do đó xứng đáng với nỗ lực thực hiện.  Các nghiên cứu đã phát hiện ra rằng cả hai loại tích hợp đều có lợi cho hiệu quả nhưng khi các công ty chỉ tập trung vào tích hợp bên trong và bỏ qua tích hợp bên ngoài, hiệu suất dưới tối ưu có thể xảy ra.  Không có tinh thần đồng đội của các nỗ lực hội nhập bên ngoài, hội nhập nội bộ chỉ tập trung vào hiệu quả cá nhân mặc dù là một phần của chuỗi cung ứng lớn hơn.

### Rào cản hội nhập
Một số giải thích cho lý do tại sao các nỗ lực hội nhập bên trong và bên ngoài trong quản trị chuỗi cung ứng có thể đi lên chống lại các rào cản.  Ellinger, Keller và Hansen  cho rằng những điều sau đây là rào cản đối với hội nhập.  Cố gắng tạo ra một cấu trúc tích hợp hơn bị hạn chế khi không có đủ kiến thức.  Tích hợp nội bộ bị hạn chế khi không đủ kiến thức tồn tại trên các chức năng khác nhau của công ty.  Tích hợp bên ngoài bị hạn chế khi không đủ kiến thức tồn tại giữa các công ty và cấp độ khác nhau của chuỗi cung ứng.  Thiếu giao tiếp nội bộ và trên toàn bộ chuỗi cung ứng là một rào cản khác đối với hội nhập.  Mối quan hệ làm việc kém cũng là một vấn đề đối với các nỗ lực hội nhập.  Khi xung đột hoặc đấu tranh quyền lực tồn tại giữa các chức năng khác nhau của công ty hoặc giữa các cấp độ khác nhau của việc tích hợp chuỗi cung ứng trở nên thách thức.  Rào cản có thể xảy ra khi không có thỏa thuận về các mục tiêu cuối cùng giữa các khu vực khác nhau cố gắng tích hợp.  Cuối cùng, thiếu sự chỉ đạo từ quản lý cấp cao có thể phá vỡ hiệu quả của việc tích hợp cả bên trong và bên ngoài.  Những rào cản đối với hội nhập được tìm thấy trong cấu trúc và quản lý chuỗi cung ứng toàn cầu.  Các rào cản khác tồn tại trong việc thực hiện thực tế của các hệ thống này.  Chẳng hạn như thiếu sự tin tưởng, không hiểu được tầm quan trọng của hội nhập chuỗi cung ứng, nỗi sợ liên quan đến việc mất kiểm soát, mục tiêu và mục tiêu sai lệch, hệ thống thông tin kém, ngắn hạn trái ngược với sự tập trung dài hạn và các vấn đề phức tạp của chuỗi cung ứng Mùi.  Mặc dù những rào cản đối với việc thực hiện là một vấn đề đối với quản lý chuỗi cung ứng, hơn là quản trị chuỗi cung ứng.

### Người hướng dẫn hội nhập
Nhiều rào cản đối với các nỗ lực hội nhập có thể được giải quyết và trở thành người hỗ trợ cho hội nhập bên trong và bên ngoài.  Rickey, Roath, Whoop và Fawcett  phác thảo một số yếu tố thúc đẩy để tích hợp cả bên trong và bên ngoài.  Hội nhập nội bộ có thể được tạo điều kiện bằng cách khuyến khích giao tiếp toàn diện trong công ty, giảm xung đột giữa các công ty và khuyến khích các mối quan hệ làm việc mạnh mẽ, cấu trúc các chức năng khác nhau của công ty để thúc đẩy trách nhiệm chung và khuyến khích sự tham gia của quản lý cấp cao.  Tích hợp bên ngoài có thể được tạo điều kiện bằng cách khuyến khích những nỗ lực hợp tác.  Bằng cách khuyến khích sự phụ thuộc lẫn nhau, các công ty có thể loại bỏ sự thiếu hiệu quả tốt hơn bởi vì cả hai đều phụ thuộc vào nhau.  Mục tiêu và mục tiêu chung cũng tạo điều kiện cho điều này.  Truyền thông và chia sẻ thông tin hiệu quả cũng giúp tạo điều kiện cho sự hội nhập bên ngoài thông qua mối quan hệ vững chắc.

### Lợi ích của hội nhập
Hiệu quả được tạo ra khi tích hợp được thực hiện hiệu quả.  Những lợi ích để tạo ra sự tích hợp lớn hơn cho phép những lợi ích tương tự đến từ việc thực hiện các chiến lược quản trị chuỗi cung ứng theo nghĩa rộng hơn (vì hội nhập là một phần của chiến lược quản trị đó).  Sự gián đoạn trong chuỗi cung ứng được giảm bớt, hàng tồn kho được giảm xuống chỉ còn tồn tại ở mức cần thiết, trung gian và cấp độ không cần thiết của chuỗi cung ứng được loại bỏ, giảm chi phí vận chuyển, thời gian chu kỳ được cải thiện và khách hàng mức độ dịch vụ được nâng cao.